# کلامی، گورانبوی
کلامی (ترکی آذربایجانی: Kelami) یک منطقهٔ مسکونی در جمهوری آرتساخ است و در استان شاهومیان واقع شده‌است. ولی هم اکنون تحت کنترل جمهوری آذربایجان است و در شهرستان گران‌بوی واقع شده است.